# 張敬煒
張敬煒，MH（1985年9月3日—），香港單車運動員。其胞弟張敬樂同為香港單車代表團成員。
2006年多哈亞運，張敬煒在40公里場地記分賽勝出取得金牌，獲香港政府頒發榮譽勳章；2010年，又再代表中國香港參加廣州亞運，伙拍張敬樂、蔡其皓、楊英瀚、郭灝霆和高肇蔚，參加男子团体追逐赛奪得銀牌。張敬煒在1997年畢業於青衣商會小學下午校，曾就讀嶺南鍾榮光博士紀念中學。

## 主要比賽成績
| 年份/月      | 主要事件及戰績                                                                           |
| 2001年       | 參加香港康體發展局(康體局)舉辦的「體壇明日之星甄選計劃」                                 |
| 2002年6月    | 加入港隊作全職訓練                                                                       |
| 2003年3至6月 | 往意大利參加集訓                                                                         |
| 2003年       | 第10屆亞洲青年單車錦標賽24公里男子青年場地記分賽銀牌                                     |
| 2004年       | UCI世界盃場地賽第4名                                                                     |
| 2005年       | 第3站全國場地冠軍賽麥迪遜賽冠軍                                                          |
| 2006年9月    | 第26屆亞洲單車錦標賽暨13屆亞洲青年單車錦標賽男子53公里麥迪遜賽銀牌、男子40公里記分賽銅牌 |
| 2006年       | 第1屆環滬港國際單車大賽昆山站銅牌                                                        |
| 2006年       | 全國場地單車錦標賽麥迪遜賽銀牌、男子40公里記分賽銅牌                                     |
| 2006年       | 全國公路單車錦標賽175公里個人公路賽金牌                                                  |
| 2006年12月   | 多哈亞運會男子40公里場地記分賽金牌                                                       |
| 2007年       | 亞洲杯場地40公里麥迪遜賽銅牌                                                             |
| 2007年       | 亞洲杯場地4公里團體賽銅牌                                                                |
| 2007年       | 全國錦標賽場地20公里麥迪遜賽冠軍                                                         |
| 2008年       | 奧地利維也立國際場地賽記分賽銅牌                                                         |
| 2008年       | 亞洲杯場地賽40公里麥迪遜賽銅牌                                                           |
| 2008年       | 全國公路冠軍賽公路180公里個人賽金牌                                                      |
| 2008年       | 全國場地冠軍賽麥迪遜賽年度總冠軍                                                         |
| 2008年       | 第三屇環滬港國際公路賽第5分站冠軍(最佳亞洲, 最佳大中華車手)                              |
| 2009年       | 全國錦標賽場地20公里麥迪遜賽金牌                                                         |
| 2009年       | 亞洲杯場地賽40公里記分賽銀牌                                                             |
| 2010年       | 亞洲杯場地錦標賽4公里團體追逐賽銅牌                                                      |
| 2010年       | 廣州亞運男子團體追逐賽銀牌                                                               |

## 榮譽
- 香港特區政府嘉獎

榮譽勳章（MH）（2007年）
- 香港傑出運動員選舉

「香港傑出運動員」（2006年）